# セタ (企業)
株式会社セタ（Seta Corporation）は、かつて存在した日本の企業。旧商号は世田企画（せたきかく）。アルゼ（後のユニバーサルエンターテインメント）の連結子会社として、パチンコ機周辺機器・情報機器・ゲームソフトなどの開発・販売を行っていた。

## 沿革
- 1985年（昭和60年） - 世田企画の社長を務めていた富士本淳により株式会社セタ設立。設立当初しばらく（1989年まで）はタイトーのアーケードゲーム開発メーカーの役割の一翼を担っていた。
- 1997年（平成9年） - 株式を店頭公開。
- 1999年（平成11年）2月5日 - アルゼ（後のユニバーサルエンターテインメント）の子会社となる[1]。
- 2004年（平成16年） - 株式会社企画デザイン工房戦船と合併。ニンテンドー ゲームキューブ用ソフト『レジェンドオブゴルファー』をもってゲーム事業から撤退。
- 2008年（平成20年）
  - 不適切な会計処理により上場廃止（事実上の経営破綻）。
  - 12月24日 - 取締役会にて解散および清算を決議したことが親会社のアルゼより発表される[2][3]。
- 2009年（平成21年）
  - 2月9日 - 臨時株主総会にてアルゼ傘下のアルゼマーケティングジャパンへ全事業の譲渡を決議し、解散[3]。業務は同社の周辺機器事業本部に引き継がれた。
  - 5月25日 - 東京地裁より特別清算開始決定を受け、会社清算となった[4]。

## 事業
- パチンコ機用周辺機器開発
- パチンコ機用IC開発
- 通信機器開発（ユニファイド・コミュニケーション事業部で行っている）
- ゲームソフト開発（映像コンテンツ事業部で行っている）

## ゲーム
- 花合わせ（1982年）- 世田企画名義
- 大富豪（1983年）
- グレートソードマン（1984年） - 開発のみ、販売はタイトー。
- サイクルマー坊（1984年） - 開発のみ、販売はタイトー。
- ピンポンキング（1985年） - 開発のみ、カネコと共同開発。販売はタイトー。
- 黄金の城（1986年） - 開発のみ、販売はタイトー。
- 内藤九段将棋秘伝
- 森田将棋 - ファミコン初のバッテリーバックアップ機能搭載ソフト。この機能を搭載するROM基板の開発はセタが行った。
- 金沢将棋
- エイト・アイズ（1988年）[注 1]
- シルヴァ・サーガ ファミコン
- シルヴァ・サーガII スーパーファミコン
- スーパーリアル麻雀シリーズ - PCエンジンSUPER CD-ROM2への移植はナグザット、ネオジオポケットカラーへの移植はSNK。
- ツインイーグルシリーズ - 第1作は開発のみ、販売はタイトー。IIは開発、販売。
- 目撃
- 特殊部隊UAG - 開発のみ、販売はタイトー
- U.S.クラシック
- キャッスルオブドラゴン（1989年） - アテナと共同開発
- アルバレスタ（1989年）
- CAL.50（1989年）
- トム・ソーヤーの冒険 （1989年）- 販売のみ、開発はウィンキーソフト
- 早指し将棋 五月陣戦シリーズ
- エキゾースト・ヒートシリーズ
- ウルトラ警備隊 空想特撮ゲーム - 開発のみ、販売はバンプレスト
- メタフォックス（1990年）[注 2]
- あやかしの城（1990年） ゲームボーイ
- ガデュリン スーパーファミコン - 元々はファミコン用に開発されていたが、プラットフォーム変更
- マジックダーツ（1991年）ファミコン
- スーパースタジアム（1991年）スーパーファミコン
- ノスフェラトゥ（1994年）スーパーファミコン
- 金沢将棋'95（1995年）PlayStation
- 井出洋介の麻雀家族（1995年）PlayStation
- PERFECT GOLF（1995年）PlayStation
- 将棋データベース 棋友（1995年）PCエンジンSUPER CD-ROM2
- 将棋女流名人位戦（1995年）PlayStation
- 最強羽生将棋（1996年）NINTENDO 64
- 蛭子能収の大穴競艇（1996年）PlayStation
- パチンコ大好き（1996年）PlayStation
- 栄光のセントアンドリュース（1996年）NINTENDO64
- BASTARD!! －虚ろなる神々の器－（1996年）PlayStation
- ワイルドチョッパーズ（1997年）NINTENDO64
- 森田将棋（1997年）PlayStation
- 本格囲碁（1998年）PlayStation
- PERFECT GOLF2（1998年）PlayStation
- パチンコ365日（1998年）NINTENDO64
- テトリス64（1998年）NINTENDO64
- 金沢将棋 月（1999年）PlayStation
- パーフェクトフィッシング 磯釣り（2000年）PlayStation
- パーフェクトフィッシング バス釣り（2000年）PlayStation
- 井出洋介の麻雀塾（2000年）NINTENDO64
- 井出洋介の麻雀家族2（2000年）PlayStation 2
- 光速谷川将棋（2001年）PlayStation 2
- レジェンドオブゴルファー（2004年）ゲームキューブ - 最終作